# Sami Khedira
Sami Khedira (Stoccarda, 4 aprile 1987) è un ex calciatore tedesco, di ruolo centrocampista. Con la nazionale tedesca è stato campione del mondo nel 2014.
Durante la sua carriera ha vinto 1 campionato tedesco (2007), 1 campionato spagnolo (2012), 2 Coppe del Re (2011 e 2014), 1 Supercoppa di Spagna (2012), 5 campionati italiani (2016, 2017, 2018, 2019 e 2020), 3 Coppe Italia (2016, 2017 e 2018), 2 Supercoppe italiane (2015 e 2018), la Champions League 2013-2014, la Supercoppa UEFA 2014 e il Mondiale per club 2014.
Con la nazionale tedesca Under-21 è stato campione d'Europa di categoria nel 2009. Dallo stesso anno è stato convocato per giocare con la nazionale maggiore, con la quale ha preso parte a tre campionati del mondo (Sudafrica 2010, Brasile 2014 e Russia 2018) e due campionati d'Europa (Polonia-Ucraina 2012 e Francia 2016).

## Biografia
Figlio di padre tunisino e madre tedesca, Sami Khedira è nato a Stoccarda. Anche suo fratello minore Rani è calciatore. Khedira ha frequentato la modella tedesca Lena Gercke da maggio 2011 al 2015: entrambi sono stati presentati in una cover story di GQ del febbraio 2012.

## Caratteristiche tecniche
Centrocampista centrale, ha giocato la maggior parte della sua carriera come mediano. Destro naturale, si distingue per dinamismo, forza fisica, visione di gioco e tecnica; grazie alla sua stazza, si è inoltre reso protagonista di numerosi gol di testa, frutto dei suoi inserimenti offensivi. Nonostante sia stato spesso soggetto a infortuni, talvolta gravi, che gli hanno impedito di rendere al meglio nelle diverse squadre in cui ha militato, è ritenuto uno dei centrocampisti più forti della sua generazione.

## Carriera

### Giocatore

#### Club

##### Gli esordi, Stoccarda II e Stoccarda
Sami Khedira inizia con il gioco del calcio nella F-Jugend del club TV Öffingen, del quale il padre Lazhar era allenatore. Viene scoperto nel 1995 dallo Stoccarda, con il quale svolge tutta la trafila delle squadre giovanili, arrivando a vincere i titoli tedeschi di classe A-Jugend e B-Jugend.

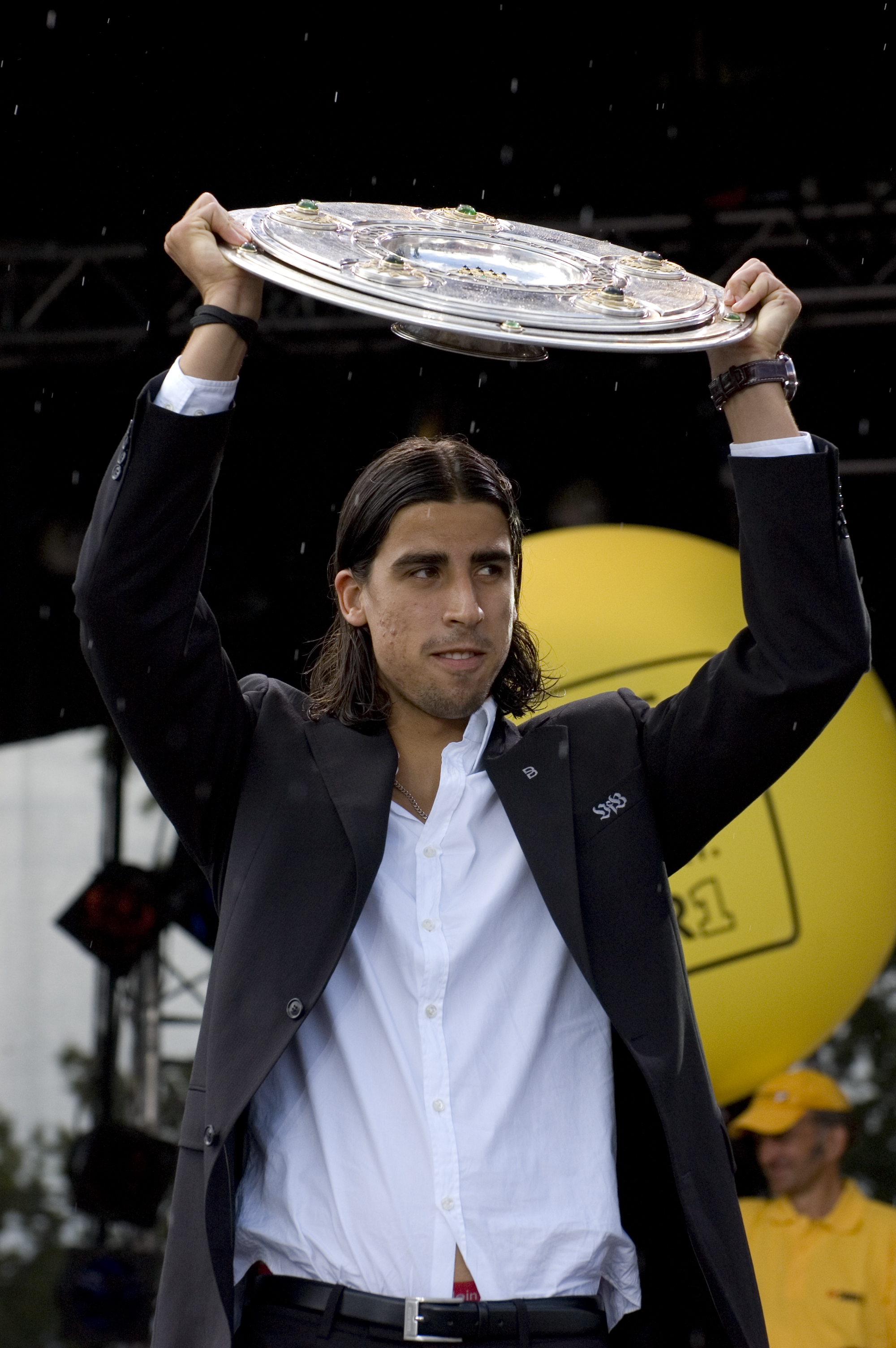
Khedira alza il Meisterschale vinto con lo nel 2007

Debutta in seconda squadra, militante in Regionalliga, nella stagione 2004-2005. Gioca saltuariamente, anche a causa di un grave infortunio al ginocchio che gli pregiudica la stagione 2005-2006, collezionando 21 presenze in 3 stagioni. Nel 2006-2007 l'allenatore Armin Veh lo inserisce nella rosa della prima squadra in Bundesliga, dove fa il suo debutto da subentrante il 1º ottobre 2006, durante la sesta di campionato sul terreno dell'Hertha Berlino.
Il 29 ottobre 2006, durante la nona giornata, in casa contro lo Schalke 04, Khedira realizza i suoi primi gol in massima serie: mette infatti a segno una doppietta. Fin dalla prima stagione, viene schierato con regolarità e con un suo gol di testa all'ultima giornata contro l'Energie Cottbus, lo Stoccarda si assicura la vittoria del campionato 2006-2007. Nello stesso anno il club raggiunge la finale della coppa nazionale, persa contro il Norimberga.
Firma il primo contratto da professionista con il club del Baden-Württemberg il 29 gennaio 2007.

##### Real Madrid
Il 30 luglio 2010 lo Stoccarda e il Real Madrid ufficializzano il passaggio del calciatore al club spagnolo. Il 29 agosto 2010 ha debuttato con la maglia dei madrileni nel pareggio esterno per 0-0 con il Maiorca. Ha terminato la stagione con la vittoria della Coppa del Re, mentre in campionato il Madrid si è posizionato secondo. 

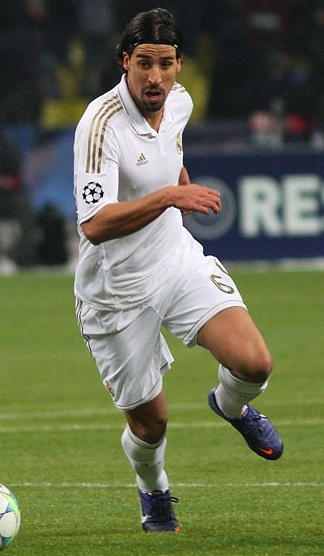
Khedira in azione per il nel 2012

Nella stagione successiva è riuscito a realizzare il suo primo gol con il Real Madrid, nella partita della fase a gironi di Champions League giocata il 18 ottobre 2011 e vinta per 4-0 con i francesi del Lione. Il 21 aprile 2012 ha messo a segno il primo dei due gol con cui i blancos hanno vinto il Clásico, superando il Barcellona sul suo campo per 2-1; l'incontro si è rivelato decisivo per la vittoria finale del campionato.
Inizia la stagione seguente vincendo la Supercoppa di Spagna 2012 nella doppia sfida contro il Barcellona, in campionato arriva secondo alle spalle proprio dei catalani, perde la finale di Coppa del Re contro l'Atlético Madrid e in Champions si arrende in semifinale contro il Borussia Dortmund, grazie a un poker di Robert Lewandowski (4-1).
La stagione 2013-2014 per Khedira è particolarmente sfortunata. Con i Blancos colleziona solo 11 presenze in campionato, segnando anche 1 gol, e 4 in Champions League, prima dell'infortunio, rimediato in nazionale in seguito ad un contrasto con Andrea Pirlo, che lo tiene fuori fino al termine della stagione, riuscendo però a tornare in campo per la vittoriosa finale di Champions League disputata contro l'Atlético Madrid.
L'annata 2014-2015 si apre con la conquista della Supercoppa europea, vinta il 12 agosto 2014 battendo 2-0 il Siviglia, vincitore dell'Europa League. Il 20 dicembre conquista il Mondiale per club, battendo 2-0 in finale il San Lorenzo. In Champions invece il Real non ripeterà quanto fatto l'anno prima venendo eliminato in semifinale dalla Juventus. A fine stagione decide di non rinnovare il suo contratto in scadenza con il Real Madrid, rimanendo quindi svincolato.

##### Juventus
Il 9 giugno 2015 viene ufficializzato l'accordo raggiunto tra la Juventus e il giocatore, che si lega ai bianconeri a parametro zero a partire dal 1º luglio seguente. Sceglie di indossare inizialmente la maglia numero 28, ma poi, in seguito alla scelta del suo compagno di squadra Paul Pogba di prendere la numero 10, opta per la maglia numero 6. Il 1º agosto, durante un'amichevole contro l'Olympique Marsiglia, è costretto a lasciare il campo a causa di un infortunio alla gamba destra, che lo costringe ad uno stop di circa due mesi. Effettua il suo esordio ufficiale il 30 settembre nella partita di Champions League contro il Siviglia (vittoria dei bianconeri per 2-0). Segna il suo primo gol con la maglia bianconera il 4 ottobre, nella partita vinta per 3-1 contro il Bologna. Nonostante sia spesso vittima di problemi fisici, disputa una buona prima stagione alla Juventus, dando il suo contributo alla conquista del quinto scudetto consecutivo e della seconda Coppa Italia consecutiva (i primi per il tedesco).
Nella sua seconda stagione juventina risulta molto più continuo nel rendimento e nell'impiego in campo, vincendo la sua seconda Coppa Italia, terza di squadra, e il sesto scudetto consecutivo della Juventus, secondo personale (entrambi record della Juventus); disputa inoltre la finale di Champions League contro il Real Madrid, sua ex squadra, che si impone sui bianconeri per 4-1.

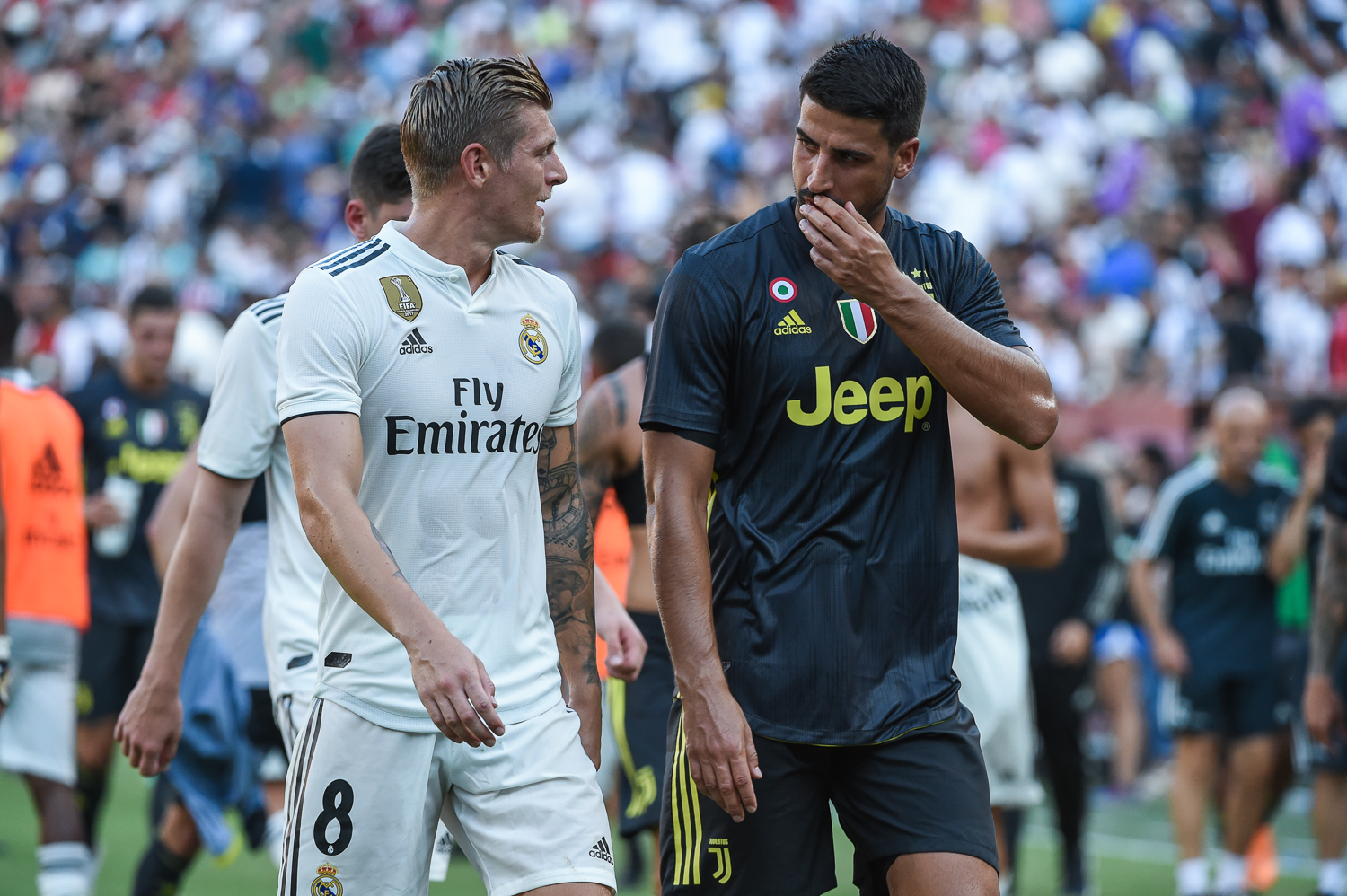
Khedira (a destra) alla nell'estate 2018, mentre discute con il connazionale ed ex compagno di squadra madrileno Toni Kroos durante l'International Champions Cup.

Il 22 ottobre 2017 sigla la sua prima tripletta in carriera nella trasferta di campionato contro l'Udinese, terminata 6-2 in favore dei campioni d'Italia. Il 7 marzo 2018, Khedira ha conseguito la sua centesima apparizione per la Juventus nella vittoria per 2-1 sul Tottenham a Wembley, nella gara di ritorno degli ottavi di finale di UEFA Champions League, fornendo peraltro l'assist a Gonzalo Higuaín per il gol del momentaneo pareggio. Chiude la stagione ottenendo il suo terzo double nazionale consecutivo e con un bottino di ben 9 reti realizzate in campionato, suo record personale.
Esordisce nella stagione 2018-2019 segnando il gol inaugurale della nuova stagione di Serie A, che sblocca il risultato nella partita vinta 3-2 contro il Chievo. A riprova dell'ormai maturata leadership all'interno dello spogliatoio bianconero, da quest'annata gli viene frequentemente affidata la fascia di capitano ogni qual volta non è in campo Chiellini, a cominciare dalla sfida del 16 settembre 2018 vinta 2-1 contro il Sassuolo. Il tedesco nonostante il buon inizio, durante il resto della stagione è vittima di numerosi problemi fisici che ne limitano drasticamente il minutaggio in campo. Il 20 febbraio 2019 gli viene anche diagnosticata un'aritmia cardiaca che lo costringe a stare fuori per un mese. Il 20 aprile seguente, grazie al successo casalingo contro la Fiorentina (2-1), conquista il suo quarto scudetto consecutivo con cinque giornate d'anticipo.

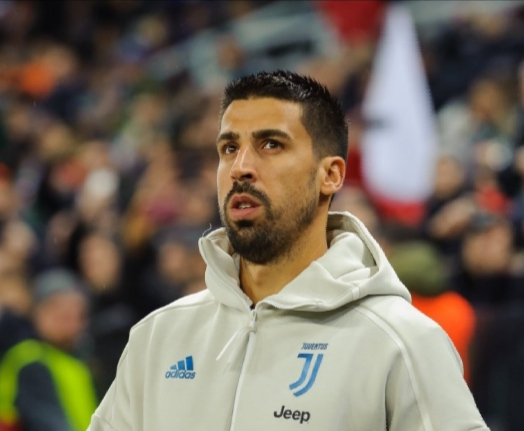
Khedira scende in campo per la Juventus in una gara di UEFA Champions League 2019-2020 contro il

Anche durante la stagione 2019-2020 il tedesco è vittima di numerosi problemi fisici che ne limitano le presenze. In dicembre viene operato al ginocchio e al suo ritorno dopo la crisi COVID-19, il 19 giugno durante la preparazione alla gara di finale di Coppa Italia contro il Napoli, rimedia una “lesione parziale del tendine del muscolo lungo adduttore della coscia destra”. La diagnosi è tremenda: due-tre mesi di stop e, dunque, stagione finita. Conquista comunque il suo quinto scudetto consecutivo, seppur con un numero limitato di presenze, e senza andare in gol per la prima volta in campionato.
Nella stagione 2020-2021, nonostante non rientrasse più nei piani della società e del nuovo allenatore Andrea Pirlo, Khedira rifiuta la risoluzione anticipata del contratto. Per questa ragione, pur rimanendo alla Juventus, non viene inserito in lista per la UEFA Champions League e non viene mai convocato, neppure per le gare di campionato o Coppa Italia, venendo di fatto messo ai margini della rosa bianconera.

##### Hertha Berlino e ritiro
Il 1º febbraio 2021 rescinde il proprio contratto con la Juventus per poi accordarsi con l'Hertha Berlino, con il quale debutta il 5 febbraio 2021 nella sconfitta di misura contro il Bayern Monaco. Gioca solo 9 partite in sei mesi in Bundesliga, fornendo un assist.
Il 19 maggio seguente annuncia il ritiro dal calcio giocato per problemi fisici.

#### Nazionale

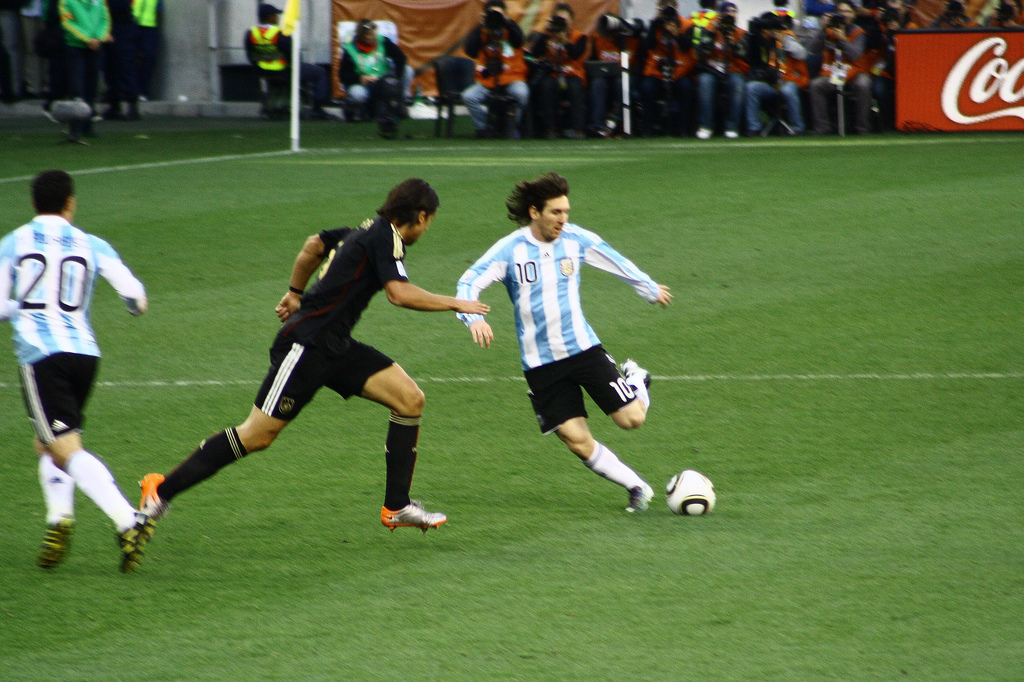
Khedira contrasta l'argentino Lionel Messi nei quarti di finale del

Nel 2009, come capitano della nazionale Under-21, allenata da Horst Hrubesch, vince il campionato d'Europa Under-21.
Il 5 settembre 2009 debutta nella nazionale maggiore contro il Sudafrica.
Viene selezionato il 1º giugno 2010 per il campionato del mondo 2010 in Sudafrica dal CT Joachim Löw. Esordisce nel il 13 giugno nella prima gara del girone vinta per 4-0 contro l'Australia. Gioca da titolare in tutti gli incontri dei tedeschi, vincendo tutte e tre le gare della fase a gironi, agli ottavi contro Inghilterra, e ai quarti contro l'Argentina. Con i teutonici, viene eliminato poi in semifinale contro la Spagna per 1-0. Nella finale per il terzo e quarto posto, mette anche a segno la sua prima rete in nazionale, quella del 3-2 decisivo, nella finale per il terzo posto contro l'Uruguay.

Löw lo inserisce nella lista dei 23 che prenderanno parte al campionato d'Europa 2012, che si svolgerà in Polonia e Ucraina. Khedira, che disputa il suo primo Europeo, va in gol nella gara dei quarti contro la Grecia, terminata 4-2 per i tedeschi. La squadra verrà eliminata al turno successivo per 2-1 contro l'Italia.

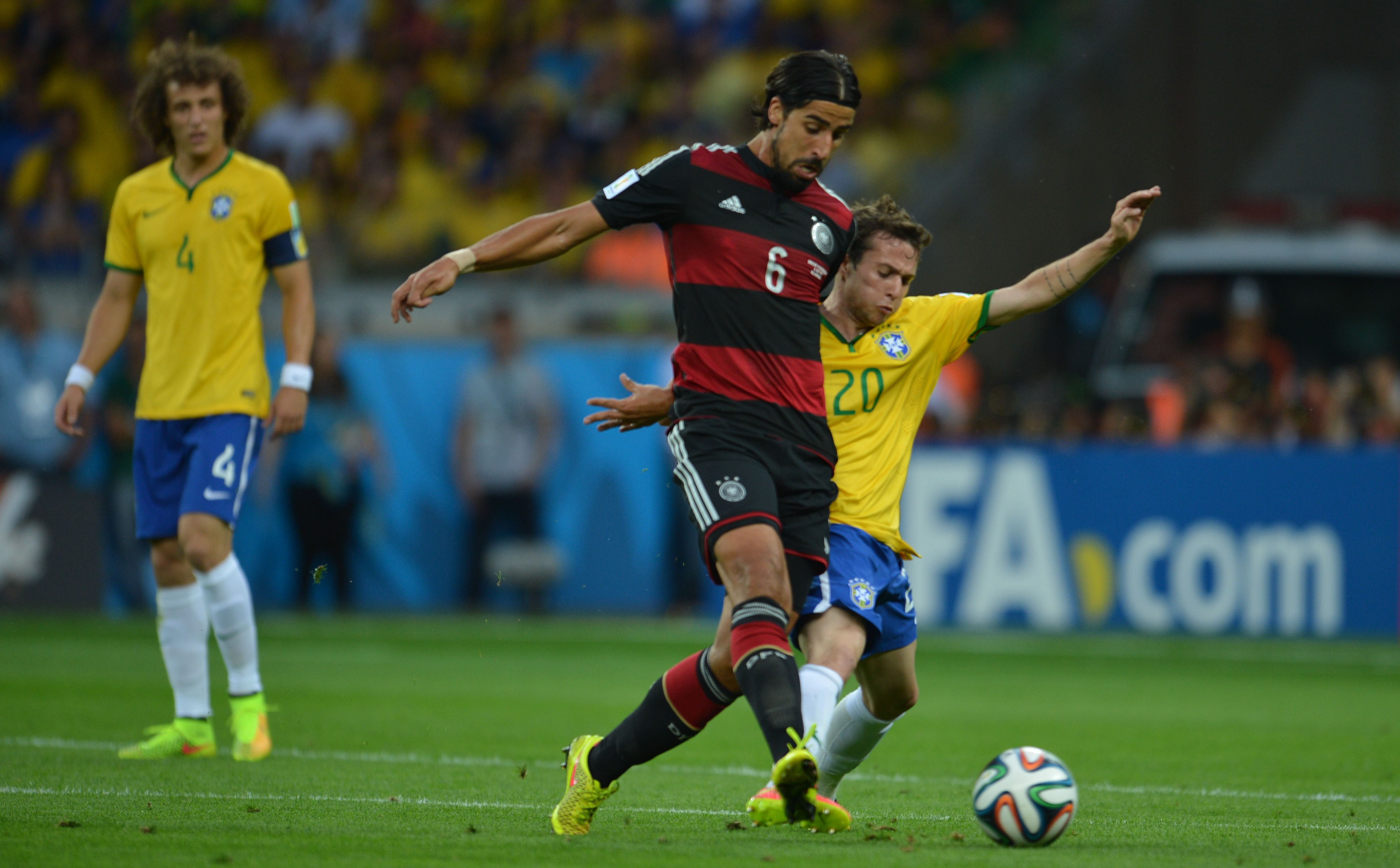
Khedira e il brasiliano Bernard nel Mineirazo (Brasile-Germania 1-7) al

Il 15 novembre 2013, in occasione dell'amichevole a San Siro contro l'Italia terminata 1-1, durante uno scontro di gioco con Andrea Pirlo, Khedira si infortuna seriamente, lasciando anzitempo il terreno di gioco e riportando la rottura del legamento crociato anteriore del ginocchio destro, infortunio che lo ha tenuto lontano dai campi da gioco per sei mesi.
Rientrato dall'infortunio, verrà incluso nella lista dei convocati per il campionato del mondo 2014 in Brasile, dove Khedira conquista un posto da titolare nella formazione tedesca e nella semifinale contro il Brasile, vinta 7-1 dai tedeschi, mette a segno la quinta rete tedesca. Il 13 luglio 2014 Khedira non disputa la finale a causa di un infortunio, ma si laurea comunque campione del mondo grazie alla vittoria ottenuta in finale contro l'Argentina, battuta 1-0 ai tempi supplementari grazie al gol decisivo di Mario Götze.
Convocato per il campionato d'Europa 2016 in Francia, scende in campo in cinque occasioni durante la manifestazione continentale. Prende parte anche al campionato del mondo 2018, in cui la Germania, a sorpresa, non supera la fase a gironi arrivando ultima, dopo una per 2-0 contro la Corea del Sud.
Dopo il fallimentare Mondiale in Russia viene (a seguito di un colloquio tra allenatore e federazione) escluso dai piani futuri del commissario tecnico dei tedeschi Löw.

### Dopo il ritiro
Il 28 maggio 2021, pochi giorni dopo il suo ritiro, Khedira viene annunciato come commentatore sportivo dell'Europeo 2020 per la piattaforma sportiva statunitense ESPN.
Nel settembre del 2022, Khedira entra ufficialmente a far parte del consiglio di amministrazione dello Stoccarda, squadra con cui aveva iniziato la sua carriera da professionista, insieme all'ex-compagno di squadra e di nazionale Philipp Lahm.

## Statistiche

### Presenze e reti nei club
Statistiche aggiornate al termine della carriera da calciatore.
| Stagione            | Squadra             | Campionato          | Campionato | Campionato | Coppe nazionali | Coppe nazionali | Coppe nazionali | Coppe continentali | Coppe continentali | Coppe continentali | Altre coppe | Altre coppe | Altre coppe | Totale | Totale |
| Stagione            | Squadra             | Comp                | Pres       | Reti       | Comp            | Pres            | Reti            | Comp               | Pres               | Reti               | Comp        | Pres        | Reti        | Pres   | Reti   |
| ------------------- | ------------------- | ------------------- | ---------- | ---------- | --------------- | --------------- | --------------- | ------------------ | ------------------ | ------------------ | ----------- | ----------- | ----------- | ------ | ------ |
| 2004-2005           | Stoccarda II        | RL                  | 5          | 0          | -               | -               | -               | -                  | -                  | -                  | -           | -           | -           | 5      | 0      |
| 2005-2006           | Stoccarda II        | RL                  | 8          | 0          | -               | -               | -               | -                  | -                  | -                  | -           | -           | -           | 8      | 0      |
| 2006-2007           | Stoccarda II        | RL                  | 9          | 1          | -               | -               | -               | -                  | -                  | -                  | -           | -           | -           | 9      | 1      |
| Totale Stoccarda II | Totale Stoccarda II | Totale Stoccarda II | 22         | 1          |                 |                 |                 |                    | -                  | -                  |             | -           | -           | 22     | 1      |
| 2006-2007           | Stoccarda           | BL                  | 22         | 4          | CG              | 4               | 0               | -                  | -                  | -                  | -           | -           | -           | 26     | 4      |
| 2007-2008           | Stoccarda           | BL                  | 24         | 1          | CG+CdL          | 4+1             | 0+0             | UCL                | 5                  | 0                  | -           | -           | -           | 34     | 1      |
| 2008-2009           | Stoccarda           | BL                  | 27         | 7          | CG              | 2               | 0               | Int+CU             | 2+6                | 0+1                | -           | -           | -           | 37     | 8      |
| 2009-2010           | Stoccarda           | BL                  | 25         | 2          | CG              | 2               | 1               | UCL                | 8                  | 0                  | -           | -           | -           | 35     | 3      |
| Totale Stoccarda    | Totale Stoccarda    | Totale Stoccarda    | 98         | 14         |                 | 13              | 1               |                    | 21                 | 1                  |             | -           | -           | 132    | 16     |
| 2010-2011           | Real Madrid         | PD                  | 25         | 0          | CR              | 7               | 0               | UCL                | 8                  | 0                  | -           | -           | -           | 40     | 0      |
| 2011-2012           | Real Madrid         | PD                  | 28         | 2          | CR              | 4               | 1               | UCL                | 8                  | 1                  | SS          | 2           | 0           | 42     | 4      |
| 2012-2013           | Real Madrid         | PD                  | 25         | 3          | CR              | 6               | 1               | UCL                | 11                 | 0                  | SS          | 2           | 0           | 44     | 4      |
| 2013-2014           | Real Madrid         | PD                  | 13         | 1          | CR              | 0               | 0               | UCL                | 5                  | 0                  | -           | -           | -           | 18     | 1      |
| 2014-2015           | Real Madrid         | PD                  | 11         | 0          | CR              | 3               | 0               | UCL                | 2                  | 0                  | SU+SS+Cmc   | 0+0+1       | 0           | 17     | 0      |
| Totale Real Madrid  | Totale Real Madrid  | Totale Real Madrid  | 102        | 6          |                 | 20              | 2               |                    | 34                 | 1                  |             | 5           | 0           | 161    | 9      |
| 2015-2016           | Juventus            | A                   | 20         | 5          | CI              | 1               | 0               | UCL                | 4                  | 0                  | SI          | 0           | 0           | 25     | 5      |
| 2016-2017           | Juventus            | A                   | 31         | 5          | CI              | 3               | 0               | UCL                | 11                 | 0                  | SI          | 1           | 0           | 46     | 5      |
| 2017-2018           | Juventus            | A                   | 26         | 9          | CI              | 4               | 0               | UCL                | 8                  | 0                  | SI          | 1           | 0           | 39     | 9      |
| 2018-2019           | Juventus            | A                   | 10         | 2          | CI              | 2               | 0               | UCL                | 4                  | 0                  | SI          | 1           | 0           | 17     | 2      |
| 2019-2020           | Juventus            | A                   | 12         | 0          | CI              | 1               | 0               | UCL                | 5                  | 0                  | SI          | 0           | 0           | 18     | 0      |
| 2020-feb. 2021      | Juventus            | A                   | 0          | 0          | CI              | 0               | 0               | UCL                | 0                  | 0                  | SI          | -           | -           | 0      | 0      |
| Totale Juventus     | Totale Juventus     | Totale Juventus     | 99         | 21         |                 | 11              | 0               |                    | 32                 | 0                  |             | 3           | 0           | 145    | 21     |
| feb.-lug. 2021      | Hertha Berlino      | BL                  | 9          | 0          | CG              | -               | -               | -                  | -                  | -                  | -           | -           | -           | 9      | 0      |
| Totale carriera     | Totale carriera     | Totale carriera     | 330        | 42         |                 | 44              | 3               |                    | 87                 | 2                  |             | 8           | 0           | 469    | 47     |

### Cronologia presenze e reti in nazionale
| Cronologia completa delle presenze e delle reti in nazionale ― Germania | Cronologia completa delle presenze e delle reti in nazionale ― Germania | Cronologia completa delle presenze e delle reti in nazionale ― Germania | Cronologia completa delle presenze e delle reti in nazionale ― Germania | Cronologia completa delle presenze e delle reti in nazionale ― Germania | Cronologia completa delle presenze e delle reti in nazionale ― Germania | Cronologia completa delle presenze e delle reti in nazionale ― Germania | Cronologia completa delle presenze e delle reti in nazionale ― Germania |
| Data                                                                    | Città                                                                   | In casa                                                                 | Risultato                                                               | Ospiti                                                                  | Competizione                                                            | Reti                                                                    | Note                                                                    |
| ----------------------------------------------------------------------- | ----------------------------------------------------------------------- | ----------------------------------------------------------------------- | ----------------------------------------------------------------------- | ----------------------------------------------------------------------- | ----------------------------------------------------------------------- | ----------------------------------------------------------------------- | ----------------------------------------------------------------------- |
| 5-9-2009                                                                | Leverkusen                                                              | Germania                                                                | 2 – 0                                                                   | Sudafrica                                                               | Amichevole                                                              | -                                                                       | 73’                                                                     |
| 3-3-2010                                                                | Monaco di Baviera                                                       | Germania                                                                | 0 – 1                                                                   | Argentina                                                               | Amichevole                                                              | -                                                                       | 75’                                                                     |
| 13-5-2010                                                               | Aquisgrana                                                              | Germania                                                                | 3 – 0                                                                   | Malta                                                                   | Amichevole                                                              | -                                                                       | 72’                                                                     |
| 29-5-2010                                                               | Budapest                                                                | Ungheria                                                                | 0 – 3                                                                   | Germania                                                                | Amichevole                                                              | -                                                                       | 46’                                                                     |
| 3-6-2010                                                                | Francoforte sul Meno                                                    | Germania                                                                | 3 – 1                                                                   | Bosnia ed Erzegovina                                                    | Amichevole                                                              | -                                                                       |                                                                         |
| 13-6-2010                                                               | Durban                                                                  | Germania                                                                | 4 – 0                                                                   | Australia                                                               | Mondiali 2010 - 1º turno                                                | -                                                                       |                                                                         |
| 18-6-2010                                                               | Port Elizabeth                                                          | Germania                                                                | 0 – 1                                                                   | Serbia                                                                  | Mondiali 2010 - 1º turno                                                | -                                                                       | 22’                                                                     |
| 23-6-2010                                                               | Johannesburg                                                            | Ghana                                                                   | 0 – 1                                                                   | Germania                                                                | Mondiali 2010 - 1º turno                                                | -                                                                       |                                                                         |
| 27-6-2010                                                               | Bloemfontein                                                            | Germania                                                                | 4 – 1                                                                   | Inghilterra                                                             | Mondiali 2010 - Ottavi di finale                                        | -                                                                       |                                                                         |
| 3-7-2010                                                                | Città del Capo                                                          | Argentina                                                               | 0 – 4                                                                   | Germania                                                                | Mondiali 2010 - Quarti di finale                                        | -                                                                       | 77’                                                                     |
| 7-7-2010                                                                | Durban                                                                  | Germania                                                                | 0 – 1                                                                   | Spagna                                                                  | Mondiali 2010 - Semifinale                                              | -                                                                       | 81’                                                                     |
| 10-7-2010                                                               | Port Elizabeth                                                          | Uruguay                                                                 | 2 – 3                                                                   | Germania                                                                | Mondiali 2010 - Finale 3º posto                                         | 1                                                                       |                                                                         |
| 3-9-2010                                                                | Bruxelles                                                               | Belgio                                                                  | 0 – 1                                                                   | Germania                                                                | Qual. Euro 2012                                                         | -                                                                       |                                                                         |
| 7-9-2010                                                                | Colonia                                                                 | Germania                                                                | 6 – 1                                                                   | Azerbaigian                                                             | Qual. Euro 2012                                                         | -                                                                       |                                                                         |
| 8-10-2010                                                               | Berlino                                                                 | Germania                                                                | 3 – 0                                                                   | Turchia                                                                 | Qual. Euro 2012                                                         | -                                                                       |                                                                         |
| 12-10-2010                                                              | Astana                                                                  | Kazakistan                                                              | 0 – 3                                                                   | Germania                                                                | Qual. Euro 2012                                                         | -                                                                       |                                                                         |
| 17-11-2010                                                              | Göteborg                                                                | Svezia                                                                  | 0 – 0                                                                   | Germania                                                                | Amichevole                                                              | -                                                                       | 60’                                                                     |
| 9-2-2011                                                                | Dortmund                                                                | Germania                                                                | 1 – 1                                                                   | Italia                                                                  | Amichevole                                                              | -                                                                       |                                                                         |
| 26-3-2011                                                               | Kaiserslautern                                                          | Germania                                                                | 4 – 0                                                                   | Kazakistan                                                              | Qual. Euro 2012                                                         | -                                                                       |                                                                         |
| 3-6-2011                                                                | Vienna                                                                  | Austria                                                                 | 1 – 2                                                                   | Germania                                                                | Qual. Euro 2012                                                         | -                                                                       | 69’                                                                     |
| 7-10-2011                                                               | Istanbul                                                                | Turchia                                                                 | 1 – 3                                                                   | Germania                                                                | Qual. Euro 2012                                                         | -                                                                       |                                                                         |
| 11-10-2011                                                              | Düsseldorf                                                              | Germania                                                                | 3 – 1                                                                   | Belgio                                                                  | Qual. Euro 2012                                                         | -                                                                       | 76’                                                                     |
| 11-11-2011                                                              | Kiev                                                                    | Ucraina                                                                 | 3 – 3                                                                   | Germania                                                                | Amichevole                                                              | -                                                                       | 46’                                                                     |
| 15-11-2011                                                              | Basilea                                                                 | Germania                                                                | 3 – 0                                                                   | Paesi Bassi                                                             | Amichevole                                                              | -                                                                       | 88’                                                                     |
| 29-2-2012                                                               | Brema                                                                   | Germania                                                                | 1 – 2                                                                   | Francia                                                                 | Amichevole                                                              | -                                                                       | 70’                                                                     |
| 26-5-2012                                                               | Basilea                                                                 | Svizzera                                                                | 5 – 3                                                                   | Germania                                                                | Amichevole                                                              | -                                                                       | 46’                                                                     |
| 31-5-2012                                                               | Lipsia                                                                  | Germania                                                                | 2 – 0                                                                   | Israele                                                                 | Amichevole                                                              | -                                                                       | 88’                                                                     |
| 9-6-2012                                                                | Leopoli                                                                 | Germania                                                                | 1 – 0                                                                   | Portogallo                                                              | Euro 2012 - 1º turno                                                    | -                                                                       |                                                                         |
| 13-6-2012                                                               | Charkiv                                                                 | Paesi Bassi                                                             | 1 – 2                                                                   | Germania                                                                | Euro 2012 - 1º turno                                                    | -                                                                       |                                                                         |
| 17-6-2012                                                               | Leopoli                                                                 | Danimarca                                                               | 1 – 2                                                                   | Germania                                                                | Euro 2012 - 1º turno                                                    | -                                                                       |                                                                         |
| 22-6-2012                                                               | Danzica                                                                 | Germania                                                                | 4 – 2                                                                   | Grecia                                                                  | Euro 2012 - Quarti di finale                                            | 1                                                                       |                                                                         |
| 28-6-2012                                                               | Varsavia                                                                | Germania                                                                | 1 – 2                                                                   | Italia                                                                  | Euro 2012 - Semifinale                                                  | -                                                                       |                                                                         |
| 15-8-2012                                                               | Francoforte sul Meno                                                    | Germania                                                                | 1 – 3                                                                   | Argentina                                                               | Amichevole                                                              | -                                                                       | 69’                                                                     |
| 7-9-2012                                                                | Hannover                                                                | Germania                                                                | 3 – 0                                                                   | Fær Øer                                                                 | Qual. Mondiali 2014                                                     | -                                                                       |                                                                         |
| 11-9-2012                                                               | Vienna                                                                  | Austria                                                                 | 1 – 2                                                                   | Germania                                                                | Qual. Mondiali 2014                                                     | -                                                                       |                                                                         |
| 12-10-2012                                                              | Dublino                                                                 | Irlanda                                                                 | 1 – 6                                                                   | Germania                                                                | Qual. Mondiali 2014                                                     | -                                                                       | 46’                                                                     |
| 6-2-2013                                                                | Parigi                                                                  | Francia                                                                 | 1 – 2                                                                   | Germania                                                                | Amichevole                                                              | 1                                                                       |                                                                         |
| 22-3-2013                                                               | Astana                                                                  | Kazakistan                                                              | 0 – 3                                                                   | Germania                                                                | Qual. Mondiali 2014                                                     | -                                                                       | 82’                                                                     |
| 26-3-2013                                                               | Norimberga                                                              | Germania                                                                | 4 – 1                                                                   | Kazakistan                                                              | Qual. Mondiali 2014                                                     | -                                                                       |                                                                         |
| 14-8-2013                                                               | Kaiserslautern                                                          | Germania                                                                | 3 – 3                                                                   | Paraguay                                                                | Amichevole                                                              | -                                                                       |                                                                         |
| 6-9-2013                                                                | Monaco di Baviera                                                       | Germania                                                                | 3 – 0                                                                   | Austria                                                                 | Qual. Mondiali 2014                                                     | -                                                                       | 59’                                                                     |
| 10-9-2013                                                               | Tórshavn                                                                | Fær Øer                                                                 | 0 – 3                                                                   | Germania                                                                | Qual. Mondiali 2014                                                     | -                                                                       |                                                                         |
| 11-10-2013                                                              | Colonia                                                                 | Germania                                                                | 3 – 0                                                                   | Irlanda                                                                 | Qual. Mondiali 2014                                                     | 1                                                                       | 57’ - 82’                                                               |
| 15-11-2013                                                              | Milano                                                                  | Italia                                                                  | 1 – 1                                                                   | Germania                                                                | Amichevole                                                              | -                                                                       | 67’                                                                     |
| 1-6-2014                                                                | Mönchengladbach                                                         | Germania                                                                | 2 – 2                                                                   | Camerun                                                                 | Amichevole                                                              | -                                                                       | 73’                                                                     |
| 6-6-2014                                                                | Magonza                                                                 | Germania                                                                | 6 – 1                                                                   | Armenia                                                                 | Amichevole                                                              | -                                                                       | 59’                                                                     |
| 16-6-2014                                                               | Salvador                                                                | Germania                                                                | 4 – 0                                                                   | Portogallo                                                              | Mondiali 2014 - 1º turno                                                | -                                                                       |                                                                         |
| 21-6-2014                                                               | Fortaleza                                                               | Germania                                                                | 2 – 2                                                                   | Ghana                                                                   | Mondiali 2014 - 1º turno                                                | -                                                                       | 69’                                                                     |
| 30-6-2014                                                               | Porto Alegre                                                            | Germania                                                                | 2 – 1 dts                                                               | Algeria                                                                 | Mondiali 2014 - Ottavi di finale                                        | -                                                                       | 70’                                                                     |
| 4-7-2014                                                                | Rio de Janeiro                                                          | Francia                                                                 | 0 – 1                                                                   | Germania                                                                | Mondiali 2014 - Quarti di finale                                        | -                                                                       | 54’                                                                     |
| 8-7-2014                                                                | Belo Horizonte                                                          | Brasile                                                                 | 1 – 7                                                                   | Germania                                                                | Mondiali 2014 - Semifinale                                              | 1                                                                       | 76’                                                                     |
| 14-11-2014                                                              | Norimberga                                                              | Germania                                                                | 4 – 0                                                                   | Gibilterra                                                              | Qual. Euro 2016                                                         | -                                                                       | 60’                                                                     |
| 18-11-2014                                                              | Vigo                                                                    | Spagna                                                                  | 0 – 1                                                                   | Germania                                                                | Amichevole                                                              | -                                                                       | 90’cap.                                                                 |
| 25-3-2015                                                               | Kaiserslautern                                                          | Germania                                                                | 2 – 2                                                                   | Australia                                                               | Amichevole                                                              | -                                                                       | 63’cap.                                                                 |
| 10-6-2015                                                               | Colonia                                                                 | Germania                                                                | 1 – 2                                                                   | Stati Uniti                                                             | Amichevole                                                              | -                                                                       | 46’                                                                     |
| 13-6-2015                                                               | Faro                                                                    | Gibilterra                                                              | 0 – 7                                                                   | Germania                                                                | Qual. Euro 2016                                                         | -                                                                       | 67’                                                                     |
| 13-11-2015                                                              | Parigi                                                                  | Francia                                                                 | 2 – 0                                                                   | Germania                                                                | Qual. Euro 2016                                                         | -                                                                       | 61’                                                                     |
| 26-3-2016                                                               | Berlino                                                                 | Germania                                                                | 2 – 3                                                                   | Inghilterra                                                             | Qual. Euro 2016                                                         | -                                                                       |                                                                         |
| 29-5-2016                                                               | Augusta                                                                 | Germania                                                                | 1 – 3                                                                   | Slovacchia                                                              | Qual. Euro 2016                                                         | -                                                                       | 46’cap.                                                                 |
| 4-6-2016                                                                | Gelsenkirchen                                                           | Germania                                                                | 2 – 0                                                                   | Ungheria                                                                | Qual. Euro 2016                                                         | -                                                                       | 46’                                                                     |
| 12-6-2016                                                               | Lilla                                                                   | Germania                                                                | 2 – 0                                                                   | Ucraina                                                                 | Euro 2016 - 1º turno                                                    | -                                                                       |                                                                         |
| 16-6-2016                                                               | Saint-Denis                                                             | Germania                                                                | 0 – 0                                                                   | Polonia                                                                 | Euro 2016 - 1º turno                                                    | -                                                                       | 3’                                                                      |
| 21-6-2016                                                               | Parigi                                                                  | Irlanda del Nord                                                        | 0 – 1                                                                   | Germania                                                                | Euro 2016 - 1º turno                                                    | -                                                                       | 69’                                                                     |
| 26-6-2016                                                               | Lilla                                                                   | Germania                                                                | 3 – 0                                                                   | Slovacchia                                                              | Euro 2016 - Ottavi di finale                                            | -                                                                       | 76’                                                                     |
| 2-7-2016                                                                | Bordeaux                                                                | Germania                                                                | 1 – 1 dts (6 – 5 dtr)                                                   | Italia                                                                  | Euro 2016 - Quarti di finale                                            | -                                                                       | 16’                                                                     |
| 4-9-2016                                                                | Oslo                                                                    | Norvegia                                                                | 0 – 3                                                                   | Germania                                                                | Qual. Mondiali 2018                                                     | -                                                                       | 49’ - 84’                                                               |
| 8-10-2016                                                               | Amburgo                                                                 | Germania                                                                | 3 – 0                                                                   | Rep. Ceca                                                               | Qual. Mondiali 2018                                                     | -                                                                       |                                                                         |
| 11-10-2016                                                              | Hannover                                                                | Germania                                                                | 2 – 0                                                                   | Irlanda del Nord                                                        | Qual. Mondiali 2018                                                     | 1                                                                       |                                                                         |
| 11-11-2016                                                              | Serravalle                                                              | San Marino                                                              | 0 – 8                                                                   | Germania                                                                | Qual. Mondiali 2018                                                     | 1                                                                       | cap. 77’                                                                |
| 26-3-2017                                                               | Baku                                                                    | Azerbaigian                                                             | 1 – 4                                                                   | Germania                                                                | Qual. Mondiali 2018                                                     | -                                                                       | cap. 12’                                                                |
| 4-9-2017                                                                | Stoccarda                                                               | Germania                                                                | 6 – 0                                                                   | Norvegia                                                                | Qual. Mondiali 2018                                                     | -                                                                       | 61’                                                                     |
| 14-11-2017                                                              | Colonia                                                                 | Germania                                                                | 2 – 2                                                                   | Francia                                                                 | Amichevole                                                              | -                                                                       | 75’                                                                     |
| 23-3-2018                                                               | Düsseldorf                                                              | Germania                                                                | 1 – 1                                                                   | Spagna                                                                  | Amichevole                                                              | -                                                                       | 53’cap.                                                                 |
| 2-6-2018                                                                | Klagenfurt                                                              | Austria                                                                 | 2 – 1                                                                   | Germania                                                                | Amichevole                                                              | -                                                                       | 46’                                                                     |
| 8-6-2018                                                                | Leverkusen                                                              | Germania                                                                | 2 – 1                                                                   | Arabia Saudita                                                          | Amichevole                                                              | -                                                                       |                                                                         |
| 17-6-2018                                                               | Mosca                                                                   | Germania                                                                | 0 – 1                                                                   | Messico                                                                 | Mondiali 2018 - 1º turno                                                | -                                                                       | 60’                                                                     |
| 27-6-2018                                                               | Kazan'                                                                  | Corea del Sud                                                           | 2 – 0                                                                   | Germania                                                                | Mondiali 2018 - 1º turno                                                | -                                                                       | 58’                                                                     |
| Totale                                                                  |                                                                         | Presenze                                                                | 77                                                                      |                                                                         | Reti                                                                    | 7                                                                       |                                                                         |

## Palmarès

### Club

#### Competizioni nazionali
- Campionato tedesco: 1

Stoccarda: 2006-2007
- Campionato spagnolo: 1

Real Madrid: 2011-2012
- Coppa di Spagna: 2

Real Madrid: 2010-2011, 2013-2014
- Supercoppa di Spagna: 1

Real Madrid: 2012
- Campionato italiano: 5

Juventus: 2015-2016, 2016-2017, 2017-2018, 2018-2019, 2019-2020
- Coppa Italia: 3

Juventus: 2015-2016, 2016-2017, 2017-2018
- Supercoppa italiana: 2

Juventus: 2015, 2018

#### Competizioni internazionali
- UEFA Champions League: 1

Real Madrid: 2013-2014
- Coppa del mondo per club: 1

Real Madrid: 2014

### Nazionale
- Campionato d'Europa Under-21: 1

Svezia 2009
- Campionato mondiale: 1

Brasile 2014

### Individuale
- Europei Top 11: 1

Polonia-Ucraina 2012